# Coracine rouge
Haematoderus militaris
Genre
Espèce
Statut de conservation UICN

 LC  : Préoccupation mineure
La Coracine rouge (Haematoderus militaris) est une espèce de passereaux de la famille des cotingidés.

## Description
Cet oiseau possède un plumage de couleur rouge. Sa taille est de 35 cm.

## Répartition
Cet oiseau peuple le plateau des Guyanes et régions avoisinantes du nord de l'Amazonie.